# Ростовцев, Семён Иванович
Семён Иванович Ростовцев (23 мая [4 июня] 1861, Елец, Орловская губерния — 2 [15] октября 1916, Москва) — русский ботаник, переводчик и педагог; один из авторов Энциклопедического словаря Брокгауза и Ефрона и Энциклопедического словаря Гранат.

## Биография
Окончил Елецкую мужскую гимназию (1881) с золотой медалью и естественное отделение  физико-математического факультета Московского университета (1885) со степенью кандидата, оставлен для приготовления к профессорскому званию. Ученик И. Н. Горожанкина. Защитил магистерскую диссертацию «Материалы к изучению группы Ужовниковых папоротников». Был отправлен за границу на стажировку (1889—1890). Занимался у профессоров Гебеля и Рейнке (в Германии), Варминга (в Копенгагене), Ван-Тигема (в Париже) и Флао (в Монпелье).
В 1888 году стал действительным членом Московского общества испытателей природы.
Вернувшись в  Россию (1892), читал лекции по ботанике в университетах Москвы и Петербурга. Работал на кафедре ботаники Московского университета (приват-доцент с 1894).
Занял кафедру ботаники (1894) в Московском сельскохозяйственном институте. В том же году первым в России стал читать курс патологии растений, в 1895—1898 годах при институте организовал создание ботанического сада.
Летом 1901 года совершил поездку в Западную Европу и Северную Америку для ознакомления с деятельностью агрономических станций и школ.
Защитил диссертацию «Биоморфологический очерк трясок» (1907) на степень доктора ботаники.
Перевёл (совместно с М. И. Голеникиным) ряд фундаментальных научных руководств.
В 1914 году создал фитопатологическую станцию при Московском сельскохозяйственном институте.
Был председателем Императорского российского общества садоводов. Автор более 70 научных работ и учебных руководств. Большой популярностью пользовался составленный им карманный определитель растений для экскурсий в окрестностях Москвы.

## Комментарии
1. ↑  «Систематика растений» И. Е. Варминга (1893) — с датского, «Общая ботаника: морфология, анатомия и физиология растений» Ф. Э. Ван-Тигема (1901) — с французского.